# ويغان ووريورز
ويغان ووريورز (بالإنجليزية: Wigan Warriors)‏ هو أحد الأندية المحترفة لدوري الرغبي في ويغان، مانشستر الكبرى، إنجلترا، والتي تنافس في سوبر ليغ.